# Linggajati (Cilimus)
Linggajati is een dorp in het onderdistrict Cilimus in het regentschap Kuningan van de provincie West-Java, Indonesië. Linggajati telt 3638 inwoners (volkstelling 2010).
Op 15 november 1946 werd hier de overeenkomst van Linggadjati (meestal het Akkoord van Linggadjati genoemd, Linggajati is de moderne Indonesische spelling) gesloten, het akkoord tussen de Commissie-Generaal namens de Nederlandse regering en de leiding van de eenzijdig uitgeroepen Republik Indonesia.